# Naturschutzgebiet Unteres Wannebachtal
Koordinaten: 51° 23′ 1″ N, 7° 32′ 52″ O

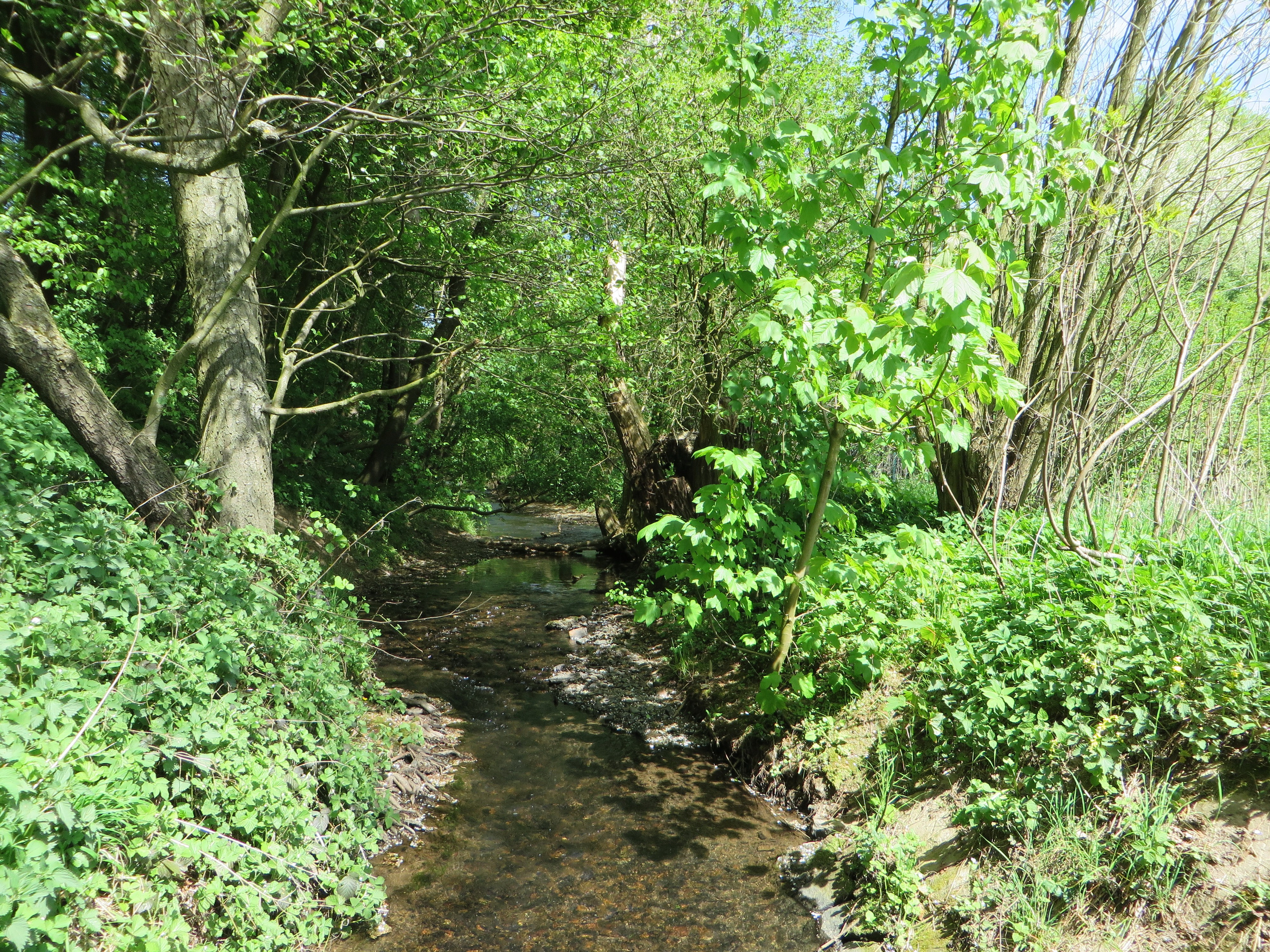
Das Naturschutzgebiet Unteres Wannebachtal (2016)

Das Naturschutzgebiet Unteres Wannebachtal befindet sich auf dem Gebiet der kreisfreien Stadt Hagen in Nordrhein-Westfalen. Das Naturschutzgebiet liegt im Hagener Stadtteil Hohenlimburg-Reh zwischen Tiefendorf und Stüpperberg entlang des Wannebaches. Teile des Oberlaufs des Wannebaches befinden sich im Naturschutzgebiet Oberes Wannebachtal. Das NSG umfasst den Wannebach mit Wiesen und Brachlandabschnitten, die z. T. sehr feucht sind, sowie zahlreichen Zuflüssen und Quellfluren. Der bis zu 3 Meter breite und z. T. tiefeingeschnittene Bachverlauf wird streckenweise durch einen mehrstämmigen Erlen-Weidensaum begleitet.

## Bedeutung
Das 13,0589 ha große Gebiet ist seit 1992 unter der Kennung HA-013 wegen der besonderen Eigenart und hervorragenden Schönheit des Mittel- und Unterlaufes des Wannebaches als Naturschutzgebiet ausgewiesen. Schutzziel ist die Erhaltung und Wiederherstellung von Lebensgemeinschaften oder Lebensstätten bestimmter wildlebender Pflanzen- und wildlebender Tierarten im Talraum des Wannebaches und der Erhalt und die Förderung des von einer extensiven Nutzung abhängigen Feuchtgrünlandes und der typischen Lebensgemeinschaften der Mittelgebirgsbäche.